# Harald Oberhofer

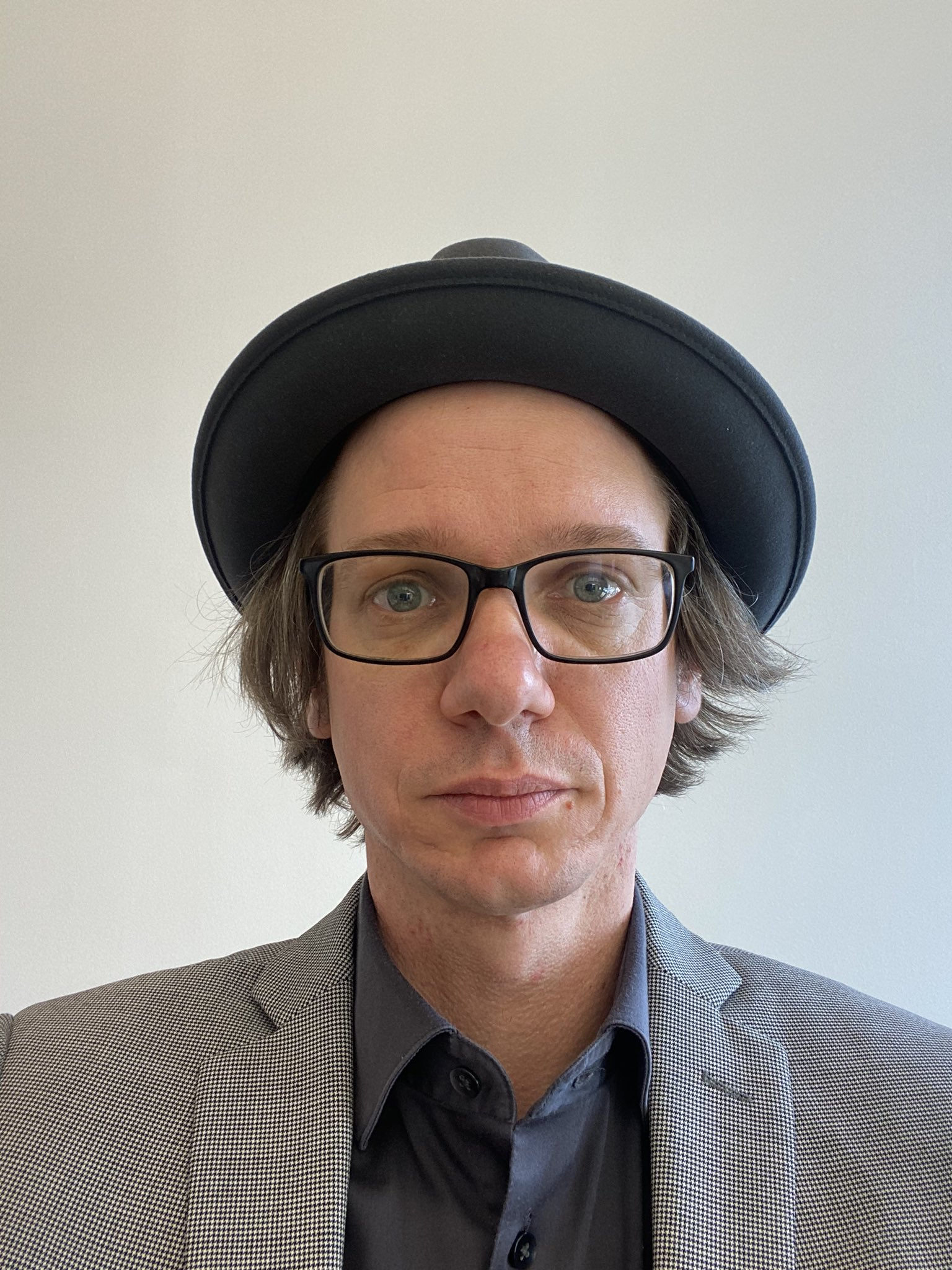
Harald Oberhofer (2021)

Harald Oberhofer (* 26. April 1983 in St. Johann in Tirol) ist ein österreichischer Wirtschaftswissenschaftler und Universitätsprofessor. Oberhofer ist seit 2015 Universitätsprofessor am Institut für Internationale Wirtschaft der Wirtschaftsuniversität Wien und ebenfalls seit 2015 wissenschaftlicher Mitarbeiter des Österreichischen Instituts für Wirtschaftsforschung (WIFO).

## Werdegang
Harald Oberhofer studierte ab Oktober 2002 im Diplomstudium Sozial- und Wirtschaftswissenschaften sowie im Diplomstudium Politikwissenschaft an der Universität Innsbruck. Das Wirtschaftsstudium schloss Oberhofer im September 2006 mit der Sponsion zum Magister der Sozial- und Wirtschaftswissenschaften (Mag. rer. soc. oec.), das Politikwissenschaftsstudium im Oktober 2008 als Magister philosophiae (Mag. phil.) ab. Ab Oktober 2006 betrieb Harald Oberhofer parallel dazu das Doktoratsstudium der Sozial- und Wirtschaftswissenschaften und wurde im Juli 2009 mit einer Dissertation zum Thema „Essays on the Economics of Multinational Enterprises“ zum Doktor der Sozial- und Wirtschaftswissenschaften (Dr. rer. soc. oec.) promoviert.
Ab 2006 war Harald Oberhofer als Projektassistent am Institut für Finanzwissenschaft der Universität Innsbruck, ab Februar 2008 als OeNB-Projektassistent am Institut für Wirtschaftstheorie, -politik und -geschichte tätig. Im August 2009 wurde er zum Assistenzprofessor am Institut für Wirtschafts- und Sozialwissenschaften der Universität Salzburg berufen, im Oktober 2014 ebendort zum assoziierten Professor ernannt. Seit März 2015 ist Harald Oberhofer Universitätsprofessor für Wirtschaftswissenschaften am Institut für Internationale Wirtschaft der Wirtschaftsuniversität Wien und gleichzeitig wissenschaftlicher Mitarbeiter des Österreichischen Instituts für Wirtschaftsforschung (WIFO). Seit 2018 ist er am Universitätsinstitut für Internationale Wirtschaft auch stellvertretender Institutsvorstand. In der Wiener Zeitung verfasste Oberhofer mehrere Jahre lang die Kolumne „So eine Wirtschaft“.
Oberhofers Forschungsschwerpunkte liegen im Bereich Industrieökonomie, Innovation und internationaler Wettbewerb, Unternehmenswachstum, Unternehmensdemografie, Internationale Wirtschaftsbeziehungen, Ausländische Direktinvestitionen und Multinationale Unternehmen.

## Privatleben
Harald Oberhofer ist verheiratet und Vater eines Kindes. Zu Oberhofers Markenzeichen zählt, dass er stets einen Hut trägt.